# أنشطة ثورية صينية في ملايو

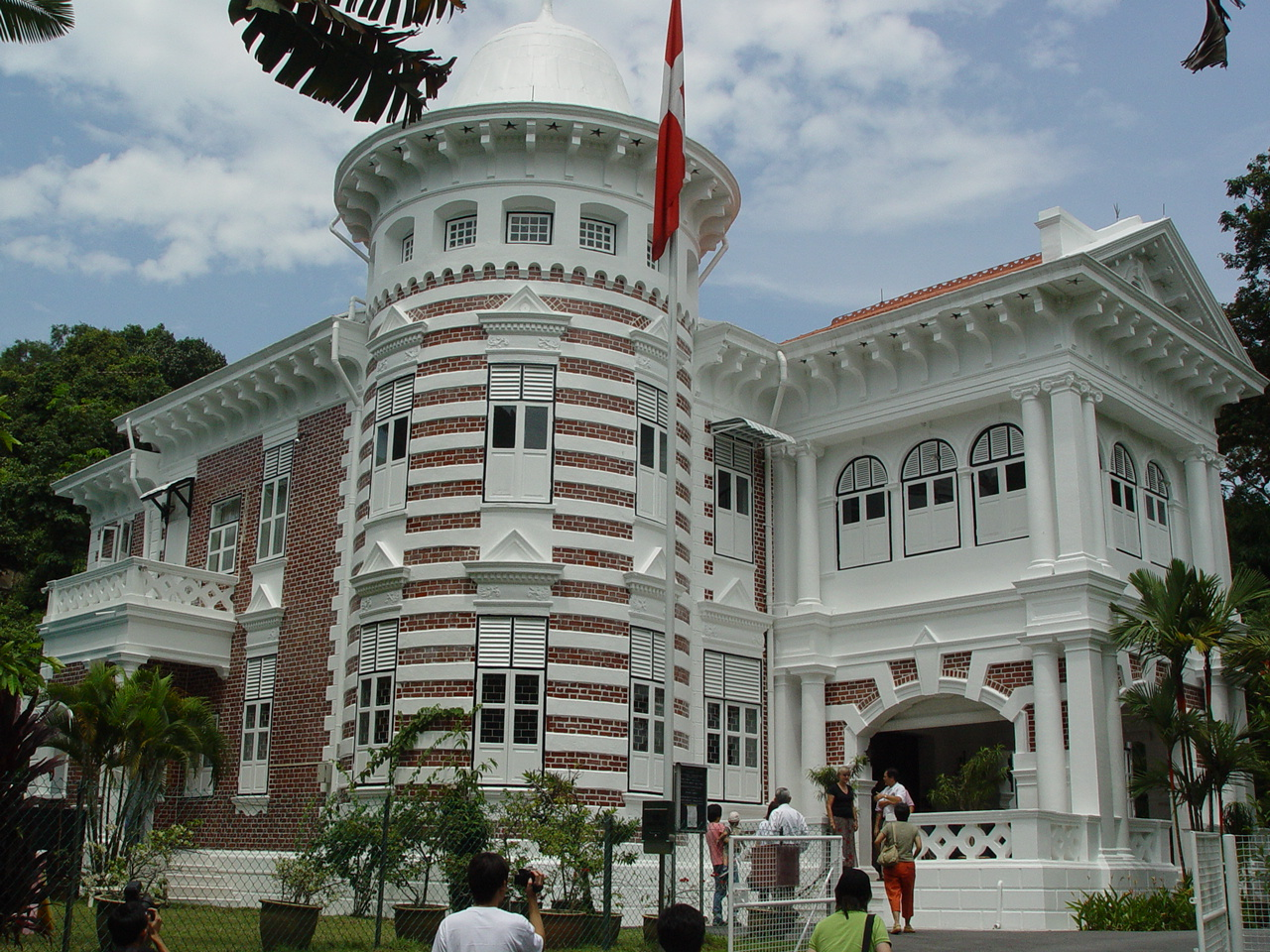
في 16 ديسمبر 1911، وصل صن يات-سن إلى سنغافورة للمرة الأخيرة. وأقام في جولدن بيل مانسيون (الصورة).

لم يكن صن يات سين وتونج مينج هوي ناجحين في القيام بأنشطة ثورية في ملايو، والتي تتألف حاليًا من شبه الجزيرة الماليزية وسنغافورة. وحافظت الحكومة الاستعمارية البريطانية على العلاقات الدبلوماسية مع حكومة تشينغ من وجهة نظر العلاقات الوطنية، وأصبحت سفارات تشينغ في سنغافورة وبينانق عوائق في طريق القيام بأنشطة ثورية. وعلى الجانب الآخر، قام دبلوماسيون من حكومة تشينغ بزيارات إلى مناطق مالايو، حيث كانوا موضع ترحيب من السكان الصينيين المحليين. وقد حشد هؤلاء الدبلوماسيون لفكرة ولاء السكان الصينيين المحليين لحكومة تشينغ؛ حيث باع بعضهم المناصب الحكومية لتحقيق هذا الهدف. ومن الوصف الذي ذكره هو هانمين، من الواضح أن الصينيين في ملايو لا يزالون متأثرين بالأفكار المحافظة. وقد ساعدت هذه الأفكار المتحفظة الملكيين بقيادة كانغ يوي على الفوز باستجابات من السكان الصينيين المحليين.
وكان الملكيون بقيادة كانغ يوي والثوار بقيادة صن يات-سن مختلفين إلى حد كبير حول فكرة إنشاء نظام جديد لتطبيق التحويل المالي، ونتيجة لذلك، أثير نقاش واسع بين الحزبين حول تقارب التحويلات المالية في جنوب شرق آسيا. وكان للملكيين والثوار صحفهم الخاصة، وعلى صفحاتها أثيرت نقاشات حادة حول موضوعات الملكية الدستورية والثورة الديمقراطية. في هذه النقاشات، كانت الطبقة الغنية المحلية من الصينيين من أنصار الملكيين، ورغبت في ألا تتعرض ثروتها للضرر، ودعمت الملكيين لحماية مصالحها الخاصة. أما الطبقة العاملة مثل موظفي المتاجر والتجار وعمال المناجم وغيرهم من المدنيين فكانوا مؤيدين للثوار. وقد بدأت المناقشات لأول مرة في سنغافورة، وكان من بين الصحف التي دعمت الملكيين «شين باو» و«تيان نان شين باو»، بينما كان الثوار مدعومين من «تشونغ شينغ دايلي» و«تشونغ هوى شين باو». وفي ملايو، أنشأ هوانغ جينشنج صحيفة «بينانق دايلي» عام 1906، لتصبح الصحيفة الأولى الناطقة باسم الثوار في بينانق. وفي 10 ديسمبر 1910، أنشأ صن يات سين وتشين شينتشنغ وتشوانغ ينان قوانج هوا دايلي في بينانق. 